# Вяземский, Орест Полиенович

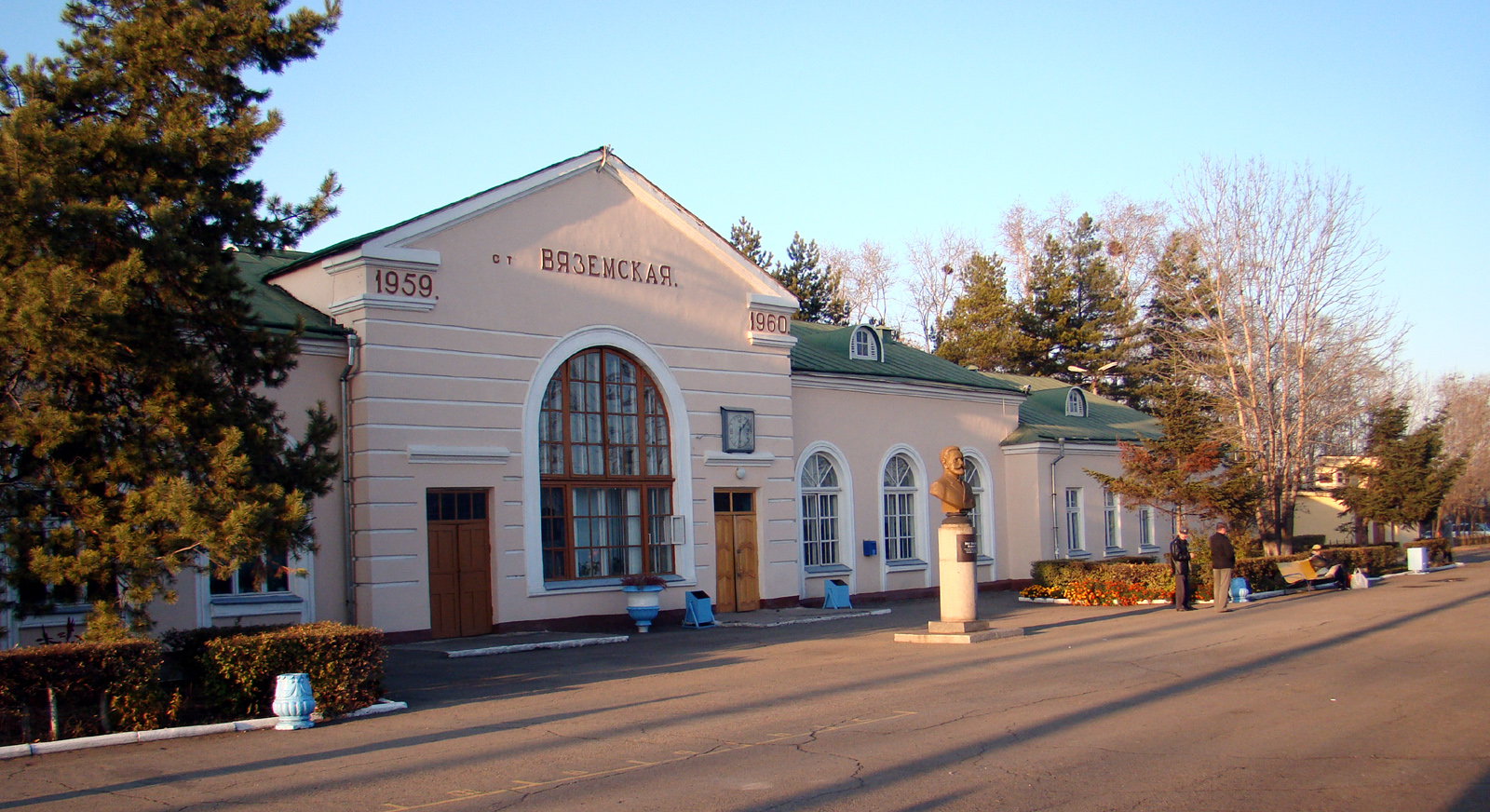
Железнодорожный вокзал станции Вяземская

Оре́ст Полие́нович Вя́земский (30 октября 1839 — 10 февраля 1910) — русский железнодорожный инженер. Действительный тайный советник. Выполнил изыскания более 12 тыс. км железнодорожных линий; участвовал в строительстве и возглавлял работы при прокладке 4,5 тыс. км новых железных дорог, в том числе Уссурийской, Закаспийской, Оренбургской, Ташкентской.

## Биография
Происходил из небогатой дворянской семьи Владимирской губернии — потомственное имение находилось при селе Юрцево Покровского уезда. Его отец, Полиен Сергеевич Вяземский (1811—1861) был инженером-путейцем и вышел в отставку в чине инженера-капитана строительного отряда и кавалером ордена Св. Анны 3-й степени; в дальнейшем исполнял должность Богородского исправника и почетного директора Богородских богоугодных заведений. Местом рождения источники называют Московскую или Владимирскую губернии.
В 1858 году окончил Санкт-Петербургский институт инженеров путей сообщения и шесть лет работал на постройке Волго-Донской железной дороги, получив за свой труд орден Св. Станислава 3-й степени.
В 1862—1868 годах он руководил постройкой Грушевско-Донской железной дорогой, а по завершении строительства продолжал работать на ней начальником движения, начальником ремонта пути, а затем управляющим дороги. Был удостоен ордена Св. Анны 3-й степени.
В 1868—1872 годах был начальником строительных участков на Курско-Харьковско-Азовской и Воронежско-Ростовской железных дорогах. В связи с преобразованием Корпуса инженеров в гражданское устройство приказом от 21 августа 1868 О. П. Вяземский был «переименован» в титулярные советники.
Затем, с 1872 по 1874 годы О. П. Вяземский работал в Техническо-инспекторском комитете — начальником изысканий Балашовской железнодорожной ветви Самаро-Уфимской железной дороги; им был найден удачный спуск с Уральского хребта на восток через Миасс, к Челябинску и дороги Вильно — Ровно — Ковно. Награждён орденом Св. Владимира 4-й степени.
С 1874 по 1881 год он работал на крупнейших гидротехнических сооружениях того времени: был помощником строителя Петербургского морского канала и порта, участвовал в восстановлении Приладожских каналов. В 1876 году был произведён в надворные советники, а спустя два года — в коллежские советники со старшинством.
С 28 февраля 1881 года О. П. Вяземский — помощник начальника строительства Криворожской дороги. Затем строил самый сложный участок Закаспийской железной дороги: от Мерва до Чарджоу.
В феврале 1888 года Вяземский был назначен начальником экспедиции по изысканию Забайкальской железной дороги. В этом же году он был прият в члены Восточно-Сибирского отдела Императорского русского географического общества.
Затем он работал начальником строительства Принарвской железной дороги.
Во второй половине 1892 года, ещё до окончания постройки Принарвской дороги, Вяземский был командирован на Дальний Восток для рассмотрения жалоб со стороны местной администрации на начальника строительства Уссурийской железной дороги, А. И. Урсати. Эта временная командировка на Дальний Восток, неожиданно для самого О. П. Вяземского, собиравшегося вскоре вернуться на Принарвскую дорогу, превратилась в продолжительное пятилетнее служение: 13 октября 1892 года Урсати был освобождён от занимаемой должности и отозван в Санкт-Петербург, а на его место начальником строительства Уссурийской железной дороги был назначен О. П. Вяземский.
С выходом в отставку с инженерной должности он был избран окружным почётным мировым судьей Ташкентского окружного суда.
Умер в Санкт-Петербурге, но через год его прах перевезли в Москву на Семёновское кладбище (могила утрачена).
О. П. Вяземский был награждён орденами Св. Станислава, Св. Владимира, Св. Анны, имел награды от бухарского эмира, японского и китайского правительств. Его заслуги увековечены в названии станции Вяземская и города Вяземский — районного центра Хабаровского края. На вокзале станции Вяземская Дальневосточной железной дороги установлен памятник О. П. Вяземскому.

## Потомки
- Сын — Валериан Орестович Вяземский, родившийся в Санкт-Петербурге 3 октября 1867 года, продолжил семейную традицию. Некоторое время учился в университете, однако окончил институт инженеров путей сообщения в 1894 году. Под руководством отца работал на строительстве Уссурийской и Сибирской железных дорог[5]. В 1901—1911 годах был начальником 3-го Туркестанского участка постройки Оренбургско-Ташкентской железной дороги. Затем в течение пяти лет (1911—1916) руководил партией по изысканию железной дороги Ермолино — Нижний Новгород — Сергач — Алатырь — Симбирск. За труды был пожалован орденами Св. Станислава 2-й степени и Св. Анны 3-й степени, дослужился до чина действительного статского советника. В 1918 году защитил диссертацию на звание адъюнкт-профессора, затем стал преподавать в Петроградском институте инженеров путей сообщения, где в 1924 году занял кафедру «Изыскания и проектирование железных дорог», но вскоре, в возрасте 57 лет, неожиданно скончался. Был похоронен на Новодевичьем кладбище Ленинграда[1].
- Дочь — Любовь Орестовна Вяземская — русский и советский педагог, доктор педагогических наук (1954), профессор (1954).
- Внук — Орест Валерианович Вяземский родился 2 июля 1902 года в Ташкенте. После окончания в 1919 году школы второй ступени учился в Институте инженеров путей сообщений. После его окончания, в 1924 году начал работать в концессионном советско-германском предприятии «Мологолес», на котором под руководством А. В. Ливеровского производилась паспортизация железнодорожного полотна с рекомендациями на его реконструкцию. Железнодорожный транспорт только начинал возрождаться после разрухи, не было подходящих мест для инженера-строителя и За неполные 5 лет он поменял 8 всевозможных организаций проектного направления, работавших в области мелиорации в Средней Азии. в декабре 1930 года был арестован; последовали: допросы в Бутырке; московская «шарашка» ОКБ по проектированию Беломорско-Балтийского канала и его гидротехнического комплекса; ОКБ на станции «Медвежья Гора»; непосредственная производственная деятельность на объектах канала. За ударный труд О. В. Вяземский, осужденный по ст. 58, п. 7 («вредительство») на 5 лет концлагеря, был досрочно освобождён и даже награждён орденом Трудового Красного Знамени. Он продолжил работать вольнонаемным специалистом на объектах гидротехнических сооружениях, таких как Свирский гидроузел, позже проработал в должности начальника проектного сектора и заместителя главного инженера строительства водоснабжения Владивостока, заместителем начальника проектного отделения и главным инженером строительства Углического и Рыбинского гидроузлов на канале им. Москвы. Весной 1938 года он защитил кандидатскую диссертацию. Неизвестно, где он трудился до 1947 года. С августа 1947 года до конца жизни он работал во Всесоюзном НИИ гидротехники им. Б. Г. Веденеева. Реабилитирован Судебной коллегией по уголовным делам Верховного Суда Узбекской ССР (определение от 2.12.1957). Он автор более 70 научных работ. Производственная, научная и преподавательская работа О. В. Вяземского была отмечена тремя орденами Трудового Красного Знамени и орденом «Знак Почета». Умер О. В. Вяземский 9 марта 1968 года и похоронен на Серафимовском кладбище Санкт-Петербурга[1].